# Navy Operational Global Atmospheric Prediction System
Navy Operational Global Atmospheric Prediction System (NOGAPS) – globalny model prognozy pogody.
Prognozy Ośrodka Marynarki Wojennej (the Fleet Numerical Metetorology and Oceanography Center, FNMOC) są nastawione na meteorologię morską. Wyniki są ogólnie dostępne. Oprócz danych pogodowych jest też prognoza falowania. Portal ma pętle animacji prognoz oraz możliwość nakładania wyników na Google Earth. W tabelach można wyświetlić prognozę na 180 godzin (5 dni), lub  pojedyncze lub wszystkie wyniki na konkretną godzinę prognozy o danej DTG.
Na stronie sieciowej FNMOC są dostępne trzy modele - NOGAPS, WW3, oraz GFS.  Zmienne meteorologiczne, ocena widzialności, oraz zmienne oceanograficzne są  wyświetlone w postaci graficznej.
| Nazwa                                                                           | Opis zmiennej                                                                          |
| ------------------------------------------------------------------------------- | -------------------------------------------------------------------------------------- |
| 10m winds                                                                       | Wiatry na powierzchni, linie prądu powietrza. Prędkości w węzłach.                     |
| 2m Temp                                                                         | Temperatura powietrza przy powierzchni oceanu (na 2 m).                                |
| 300Hgts/Winds                                                                   | Wysokość powierzchni 300 mb.                                                           |
| 500 Hgts/Vort                                                                   | Wysokość powierzchni 500 mb i wirowość.                                                |
| 700Hgts/Vert Vel                                                                | Wysokość powierzchni 700 mb oraz prędkość pionowa powietrza.                           |
| 850 Temp/winds/RH                                                               | Temperatura, wiatry na 850 mb i wilgotność względna.                                   |
| 1000-500 Thickness [dm] and Sea Level Pressure [mb]                             | Grubość warstwy powietrza pomiędzy 1000-500 mb i ciśnienie na powierzchni oceanu.      |
| Previous 6-hr Precipitation Rate [mm] and Sea Level Pressure [hPa] (Precip/SLP) | Opad w poprzednich 6 godzinach w milimetrach słupa wody.                               |
| FNMOC Wave Watch 3 Sig Wave Heights [ft], Over Ocean Sfc Winds [kt]             | Wysokość fal znacznych oraz prędkość wiatru.                                           |
| K-index                                                                         | Indeks K pokazujący potencjalne zagrożenie ruchami konwekcyjnymi (burzami).            |
| Sea surface temperature                                                         | Temperatura blisko powierzchni oceanu.                                                 |
| Significant wave height & direction                                             | Wysokość i kierunek fal znacznych.                                                     |
| Wind wave height and direction                                                  | Wysokość fal i kierunek.                                                               |
| Swell Wave Period & Direction                                                   | Częstotliwość fali martwej i kierunek.                                                 |
| Wind Wave Period & Direction                                                    | Częstotliwość fali i kierunek                                                          |
| Peak Wave Period & Direction                                                    | Częstotliwość fal najwyższych i kierunek.                                              |
| White Cap Probability                                                           | Prawdopodobieństwo załamywania się fal (tworzenie piany). Związane z silnymi wiatrami. |